# Атанас Хранов (художник)
Вижте пояснителната страница за други личности с името Атанас Хранов.
Атанас Хранов е български художник и скулптор.

## Биография
Атанас Хранов е роден на 11 октомври 1961 г. в Пловдив. Учи в Средно училище по изкуства, Котел (1980). Завършва Художествената академия в София през 1987 г., специалност „Дърворезба“ при проф. Антон Дончев.
Работи в областта на пластичните изкуства и живописта, смесвайки органично жанровете. Характерни за автора материали са дърво, ръчна хартия, платно, бронз, сребро и полимерна мазилка върху метална конструкция. Автор е на над 60 самостоятелни изложби, участва в множество общи инициативи и кураторски проекти.
Осъществява съвместни проекти с поетите Веселин Сариев и Александър Секулов.
Негови творби са притежание на Националната художествена галерия в София, на много други музеи в страната, както и на частни колекции в България и чужбина.
Атанас Хранов е запален мореплавател.
Живее и работи в Пловдив.

## Самостоятелни изложби
- 1992 – галерия „Ата Рай“, София
- 1993 – Център за съвременно изкуство „Баня Старинна“, Пловдив
- 1993 – Френски културен институт, София
- 1993 – „Галерия 88“, Люксембург
- 1994 – Център за съвременно изкуство „Баня Старинна“, Пловдив
- 1994 – галерия „Ата Рай“, София
- 1995 – „Галерия 88“, Люксембург
- 1995 – галерия „Досев“, София
- 1996 – галерия „Дяков“, Пловдив
- 1996 – галерия „Лукас“, Пловдив
- 1996 – галерия „Ата Рай“, София
- 1997 – галерия „Лукас“, Пловдив
- 1997 – галерия „Ата Рай“, София
- 1997 – галерия „Мелина Меркури“, Хидра, Гърция
- 1999 – галерия „Ата Рай“, София
- 1999 – галерия „Дяков“, Пловдив
- 1999 – галерия „Лукас“, Пловдив
- 2000 – галерия „Лукас“, Пловдив
- 2000 – галерия „Артин“, Варна
- 2001 – галерия „Дяков“, Пловдив
- 2001 – „Галерия 88“, Люксембург
- 2001 – галерия „Арт 36“, София
- 2002 – галерия „Дяков“, Пловдив
- 2002 – галерия „Юка“, Варна
- 2003 – галерия „Дяков“, Пловдив
- 2003 – галерия „Пролет“, Бургас
- 2003 – галерия „Натюреле“, Мюнхен
- 2004 – галерия „Дяков“, Пловдив
- 2004 – галерия „Натюреле“, Мюнхен
- 2005 – Градска художествена галерия, Пловдив
- 2005 – „Фрагменти“, галерия „Жорж Папазов“, Пловдив
- 2005 – галерия „Пролет“, Бургас
- 2006 – „Страница от паспорт и малко ръчен багаж“, галерия „Ракурси“, София
- 2006 – галерия „Юка“, Варна
- 2006 – галерия „Жорж Папазов“, Пловдив
- 2007 – галерия „Жорж Папазов“, Пловдив
- 2007 – „Малките светици от Валпарайсо“, галерия „Ракурси“, София
- 2007 – галерия „Юка“, Варна
- 2007 – галерия „Пролет“, Бургас
- 2008 – галерия „Жорж Папазов“, Пловдив
- 2008 – „Фрагменти от моята стая“, галерия „Ракурси“, София
- 2009 – „Астрономия на вишните“, галерия „Ракурси“, София
- 2009 – галерия „Пролет“, Бургас
- 2010 – „Curriculum Vitae“[3], галерия „Ракурси“, София
- 2010 – „Седмият хълм“, галерия „Резонанс“, Пловдив
- 2010 – „Територия на сънища“, галерия „Le Papillon“, Варна
- 2011 – „История на ореолите“, галерия „Ракурси“, София
- 2011 – проект „Седмият хълм“, Пловдив
- 2012 – „И двете ти лица, които аз обичам“[4], галерия „Ракурси“, София
- 2012 – „Малки любими портрети“, „Галерията на Ева“, Варна
- 2013 – „Галерия 88“, Люксембург
- 2013 – „Пътуване към Исла Негра“, галерия „Ракурси“, София
- 2013 – „Живопис“, галерия „Люнион“, Пловдив
- 2014 – „Прелъстяване на Ориента“, галерия „Люнион“, Пловдив
- 2014 – „Лятото на моите заливи“, галерия „Ракурси“, София
- 2014 – проект „Борис Христов“, Пловдив
- 2014 – галерия „Пролет“, Бургас
- 2015 – „Халдейците“[5][6], галерия „Ракурси“, София
- 2015 – „Завръщане в Халдея“[7], галерия „Le Papillon“, Варна
- 2016 – „Чайниците на Балтазар“[8][9], галерия „Ракурси“, София
- 2016 – „Дневниците на Балтазар“[10], галерия „Филипополис“, Пловдив
- 2017 – „Ясните очертания на господин Х.“[11], галерия „Ракурси“, София
- 2017 – „Портрети от едно пътуване“[12], галерия „Le Papillon“, Варна
- 2017 – „Живопис“[13], галерия „U PARK“, Пловдив
- 2018 – „Закуска в ателието“[14][15][16], галерия „Ракурси“, София
- 2018 – „Вероятен пейзаж“[17], галерия „Пролет“, Бургас
- 2018 – „Живопис“[18][19], галерия „Филипополис“, Пловдив

## Колективни изложби и проекти
- 1992 – галерия 100, Малта
- 1994 – галерия „Бургведел“, Бургведел, Германия
- 1994 – галерия „Де Лелие“, Антверпен, Белгия
- 1994 – Артекспо, Будапеща, Унгария
- 1995 – „О, богове“, галерия „Арт 36, София
- 1996 – „Човекът и документа“, Център за съвременно изкуство „Баня Старинна“, Пловдив
- 1997 – „Българско изкуство“, Кувейт
- 1997 – „Campo & Campo“, Антверпен, Белгия
- 1999 – Дъблин, Ирландия
- 1999 – музей „Горкум“, Горинхем, Холандия
- 2001 – „Дух и материи“ – „Август в изкуството“, Художествен музей „Георги Велчев“, Варна
- 2002 – галерия „Виницки“, Мюнхен, Германия
- 2003 – галерия „К“, Мюнхен, Германия
- 2003 – „10/5/3“ – „Живопис и материи“, Национален изложбен център за съвременно изкуство, София
- 2004 – „Re-хартия“, галерия „Сариев“, Пловдив
- 2004 – „Дон Кихот“, галерия „Жорж Папазов“, Пловдив
- 2004 – галерия „К“, Мюнхен, Германия
- 2004 – галерия „Шляпански и Шляпански“, Мюнхен, Германия
- 2004 – галерия „Шлос фон Хоенщайн“, Германия
- 2005 – галерия „Залцбург“, Мюнхен банк
- 2005 – „Град и цвят“, галерия „Ракурси“, София
- 2005 – Национални есенни изложби „Примитив и традиция“
- 2005 – „Класици – съвременници – бъдещи художници“, галерия „Аспект“, Пловдив
- 2005 – „Наско Х. Истории с ром, джинджифил, стафиди и мед“, колекция от картини и истории (съвместно с поета Александър Секулов)
- 2006 – „Класици – съвременници – бъдещи художници“, галерия „Аспект“, Пловдив
- 2007 – „Наско Х. Малките светици и мъжете от черен пипер“, колекция от картини и истории (съвместно с поета Александър Секулов)
- 2008 – „Плаващият град и мъжете от черен пипер“ (съвместно с поета Александър Секулов), МВн. Р пътуваща изложба „Празници на изкуствата“, „Аполония 2008“, Созопол
- 2008 – Европейски Парламент, Брюксел – проект „Кирилица“
- 2009 – Дни на България в Русия, изложбен център „Манеж“, Москва
- 2011 – „Четиримата от Пловдив“, „Галерията на Ева“, Варна
- 2012 – „Напълно необходими неща“ (съвместно с поета Александър Секулов), галерия „Ракурси“, София
- 2012 – „Пушкин & Плюшкин“. Колекционерска къща за напълно необходими неща (съвместно с поета Александър Секулов), „Галерията на Ева“, Варна
- 2016 – биенале „Приятели на морето“, Бургас

## Награди
- 2001 – награда „Пловдив“ за изобразително изкуство[20]
- 2004 – награда галерия „Дяков“[20]
- 2007 – награда „Аметистова роза“ за високо авторско постижение на художник
- 2016 – награда живопис на биеналето „Приятели на морето“ Бургас[21][22]